# Asira al-Qibliya
Asira al-Qibliya (àrab: عصيرة القبلية, ʿAṣīra al-Qibliyya) és un vila palestina de la governació de Nablus, a Cisjordània, al nord de la vall del Jordà, 14 kilòmetres al sud-oest de Nablus. Segons l'Oficina Central Palestina d'Estadístiques tenia 2.336 habitants en 2006.

## Història
Asira al-Qibliya està situat en un antic lloc a la terra baixa. Les pedres tallades han estat reutilitzades en les cases de poble i terrasses agrícoles. S'hi ha trobat cisternes excavades a la roca amb ceràmica romana d'Orient.

### Època otomana
El poble va ser incorporat a l'Imperi Otomà en 1517 amb tota Palestina, i en 1596 va aparèixer als registres d'impostos sota el nom d 'Asirah, pertanyent a la nàhiya de Jabal Qubal, al liwà de Nablus. Tenia una població de 33 llars i 6 solters, tots musulmans. Els habitants del poble pagaven impostos sobre el blat, l'ordi, els cultius d'estiu, les oliveres i les cabres i ruscs.
L'explorador francès Victor Guérin va visitar el poble (que ell va anomenar A'sirah) en 1870, i va estimar que tenia uns 300 habitants. Després va observar que la medhafeh, o casa d'hostes era situada a la zona més alta del poble. En 1882 el Survey of Western Palestine (SWP) del Fons per a l'Exploració de Palestina va descriure Asiret al Kibliyeh com un poble de grandària moderada situat a una zona baixa, amb un pou al sud-est.

### Període del Mandat Britànic
En el cens elaborat en 1922 per les autoritats del Mandat Britànic, 'Asira al-Qebliyeh tenia 282 habitants, tots musulmans, que es van incrementar en el cens de 1931 a 326, encara tots musulmans, en 84 cases.
En 1945 la població era de 410 musulmans, amb 6,437 dúnams de terra, segons un cens oficial de terra i població. D'aquests, 345 dúnams eren plantacions i terra de rec, 2,963 eren per a cereals, mentre que 57 dúnams eren sòl edificat.

### Després de 1948
Després de la de la Guerra araboisraeliana de 1948, i després dels acords d'Armistici de 1949, Huwara va restar en mans de Jordània. Després de la Guerra dels Sis Dies el 1967, ha estat sota ocupació israeliana.

#### Violència dels colons
La violència dels colons és motiu de preocupació. Els colons de la propera Yitzhar també segueixen entrant a les terres de cultiu dels pobles. De 2008 a 2011, hi havia nombrosos casos reportats de violència i incendis a la localitat. Pel 2012, Asira Al-Qibiliya i els seus habitants han estat atacats, assenyalats i amenaçats repetidament pels colons. for which there have been few or no convictions.
El 2012 es va informar de diversos incidents violents dels colons. El 19 de maig de 2012, durant els enfrontaments amb llançaments de pedres contra els colons, aparentment des de l'assentament proper de Yitzhar, un colon va disparar i ferir Fathi Assayara, palestí de 24 anys. Cinc palestins foren ferits durant els llançaments de pedres. Segons B'Tselem, els soldats de les Forces de Defensa d'Israel «no va prendre cap mesura per detenir el llançament de pedres dels colons, van fer foc, i dispararen munició real als palestins.» B'Tselem va publicar nombrosos vídeos de l'incident. Abraham Benjamin, portaveu de l'assentament de Yitzhar, va dir que colons estaven responent a la sèrie d'incendis provocats per "els àrabs de la ciutat" i que "es pot veure clarament que l'ús d'armes per part de les FDI o l'equip de seguretat estava garantida per un perill real de la vida".
A mitjan 2013 el govern dels Estats Units va sol·licitar la protecció de les FDI per a un projecte USAID que està construint una cisterna d'aigua a Asira al-Qibliya. El projecte i els seus empleats havien estat atacats repetidament pels colons de Yitzhar.
Els colons de Yitzhar afirmarien rutinàriament que els vilatans d'Asira al-Qibliya els van provocar. Llavors el 2012 els vilatans palestins van dur càmeres per documentar els atacs, i les proves de vídeo que proporcionaren (i publicaren a YouTube i en altres llocs) va obligar les FDI a actuar. El resultat va ser que els colons de Yitzhar van atacar les FDI. L'any 2014 es van fer crides per classificar els colons israelians com a terroristes. Els habitants del poble d'Asira al-Qibliya van trobar un cas de "massa poc, massa tard." Un vilatà va dir: "Són només paraules. No volem paraules, volem fets." I l'escriptor Amos Oz va assenyalar que "Els nostres grups neonazis compten amb el suport de nombrosos legisladors nacionalistes o fins i tot racistes."